# 平常家
平 常家（たいら の つねいえ）は、平安時代中期の武士。上総氏の初代当主。

## 略歴
平常長の嫡男。下総国香取郡坂村に因んで坂（佐賀）太郎と号した。父から上総権介の地位を継承するが、嗣子無くして没した為に、五弟の常晴が養子として継いだ。

## 系譜
- 父：平常長
- 母：不詳
- 妻：不詳
- 養子
  - 男子：平常晴